# Thomas Hellberg
Björn Thomas Hellberg (29. září 1941 Stockholm – 22. ledna 2023 Stockholm) byl švédský filmový, televizní, divadelní a rozhlasový herec, režisér a scenárista.

## Biografie
Thomas Hellberg absolvoval v roce 1968 Divadelní školu v Malmö (Teaterhögskolan i Malmö) pro herce a dramatiky, která tehdy byla součástí Univerzity v Lundu. Ve stejném ročníku s ním byly např. herečka Agneta Ekmannerová a herec Claire Wikholm. Od roku 1971 do roku 1983 účinkoval ve Stockholms stadsteater (Stockholmské městské divadlo).
Ve filmu debutoval v roce 1975, významná byla jeho účast ve filmech scenáristy a režiséra Bo Widerberga. V roce 1976 hrál Gunvalda Larssona ve filmu Muž na střeše, v roce 1984 hrál Berga ve filmu Muž z Mallorky od stejného režiséra. Později také pracoval jako režisér. Během devadesátých let se Hellberg mimo jiné významně podílel na mimořádně rozsáhlém televizním seriálu Rederiet, kde hrál postavu kapitána Georga Lagera a současně velký počet epizod i režíroval.

## Výběrová filmografie
- Maria (1975): švédské filmové drama, které získalo ocenění Zlatohlávek (Lis Nilheimová), jedna z prvních filmových rolí Thomasa Hellberga.
- Muž na střeše (1976): scénář a režie Bo Widerberg, krimi thriller podle románové předlohy Säffleská bestie švédské autorské dvojice Maj Sjöwallová – Per Wahlöö. I když přímo Hellbert ocenění za svou roli kriminalisty Gunvalda Larssona nezískal, film obdržel hned dva Zlatohlávky a měl příznivé kritiky (zvláště byly oceňovány dialogy). Současně byl i komerčně velmi úspěšný: nejnavštěvovanější film domácí švédské produkce až do roku 1982, kdy ho těsně překonal film Fanny a Alexandr režiséra Ingmara Bergmana). Mezinárodní kritika pak film označila za první švédský thriller světové úrovně.[5]
- Muž z Mallorky (1984): scénář a režie Bo Widerberg, další úspěšný krimi thriller tohoto režiséra, tentokrát podle románu Grisfesten od Leif G. W. Perssona, který je inspirován skutečnými událostmi (na rozdíl od některých dalších knih autora, tato dosud nebyla přeložena do češtiny). Film získal Zlatohlávka (Sven Wollter)[6]
- Raoul Wallenberg (1986): životopisné drama (koprodukce s USA a Jugoslávií) o švédském diplomatu Raoulu Wallenbergovi, který během druhé světové války na velvyslanectví v Budapešti zachránil tisíce maďarských Židů před holocaustem.[7]
- Rederiet (1992–2002): jeden z nejrozsáhlejších (celkem 318 dílů) a současně nejúspěšnějších švédských televizních seriálů. Příběh je o lodní společnosti, která provozuje osobní dopravu na Baltském moři mezi Stockholmem ve Švédsku a Åbo ve Finsku. Příběh se odehrává jak na pevnině, tak na palubě lodi a seriál sleduje osudy mnoha postav. Thomas Hellberg v tomto seriálu vytvořil postavu kapitána Georga Lagera (celkem 100 dílů) a 51 dílů také režíroval.[8]

## Divadelní role
V divadle začal Thomas Hellberg účinkovat v roce 1968 (ihned po absolvování Divadelní školy v Malmö). V letech 1968–1969 působil ve státním divadle Norrköping-Linköping, v 70. a 80. letech účinkoval ve Stockholms stadsteater (Stockholmské městské divadlo), na konci 80. let působil v soukromém divadle Maximteatern ve Stockholmu a od 90. let hrál ještě v několika dalších divadlech. Na divadle vytvořil řadu rolí ve hrách, které režírovali významní divadelní režiséři (např. Riber Björkman, Torsten Sjöholm), někteří byli současně i režiséři filmů (např. Fred Hjelm, Johan Bergenstråhle, Jonas Cornell, Lars Amble, Thomas Ryberger).